# Bernard Grebanier
Bernard Grebanier (8 mars 1903 - 10 mars 1977) est un historien, critique, écrivain, metteur en scène de théâtre et poète américain, surtout connu pour son étude des œuvres de William Shakespeare. 

## Carrière
Grebanier est professeur d'anglais au Brooklyn College de 1926 à 1964.
À la mort de Joseph Cookman, le rédacteur en chef du New York Evening Post, en 1944, le Post sélectionne la nécrologie écrite par Grebanier, qui est son ami proche.
Quand Laurence Olivier et Vivien Leigh adaptent Roméo et Juliette pour Broadway, il écrit une critique négative de l'ouvrage, se plaignant notamment de « la voix fluette de vendeuse » de Leigh.
Les cours de Grebanier sont considérés comme les plus populaires de l'université entre la fin de la Seconde Guerre mondiale et sa retraite en 1965. Il donne essentiellement des cours sur Shakespeare, dont une lecture ligne par ligne des pièces de Shakespeare, entrecoupée de commentaires sur l'art, la politique et la psychologie humaine.
Grebanier est brièvement membre du Parti communiste mais le critique rapidement.